# Бегім-ана
Вежа Бегім-ана (каз. Бегім ана мұнарасы) — один із ранніх зразків баштових мавзолеїв на території Казахстану, пам'ятка архітектури XI століття, розташований за 27 км на південний схід від села Каратерен Аральського району Кизилординського області. Автор споруди невідомий. Вежа в 1982 році була включена до списку пам'яток історії та культури республіканського значення та взята під охорону держави.

## Легенди
Достовірних відомостей з історії будівництва вежі немає. Однак існує легенда, згідно з якою будова була обитель дружини Санжар-хана, правителя Жанкента. Легенда свідчить, що Санжар покохав юну Бегім із першого погляду, але після весілля став дуже ревнивим. Хан заборонив Бегім не лише виходити з палацу, а й відкривати обличчя у присутності сторонніх чоловіків. Якось Санжар, вирушивши на полювання, виявив, що забув узяти обладунки, і відправив одного зі своїх батирів за ними назад до палацу. Там батир і побачив Бегім, яка знала, що чоловіки покинули палац, і тому не затуляла обличчя. Вражений її красою, чоловік упав непритомний. Санжар, так і не дочекавшись повернення батира, поспішив до палацу, де й побачив того, що лежить непритомний біля покоїв дружини. Вирішивши, що Бегім зрадила йому, хан розлютився і відрубав дружині кисть руки і коси. Дівчині довелося тікати з палацу і сховатися у вежі, що стоїть біля Аральського моря. Батько Бегім — Карабура, вражений несправедливістю хана, почав молитися Всевишньому, просячи справедливості. За молитвами батька за одну ніч кисть та коси дівчини виросли заново. Однак до Санжара вона так і не повернулася.
1867 року російський художник Василь Верещагін записав іншу версію легенди. Згідно з нею, на місці вежі раніше було велике місто. Тут жив хан, який вирішив убити свою дружину, запідозривши її в невірності. Проте тесть хана, який був чаклуном (бакси), наслав на місто змій, і ті пожерли хана разом з усіма його підданими.

## Архітектура
Тип баштових споруд, до якого належить пам'ятка, є унікальним для Казахстану та Середньої Азії. Крім вежі Бегім-ана, в гирлі Сирдар'ї існують лише дві аналогічні вежі — Узун-там і Сараман-Коса.
Будівля є восьмигранною вежею з двома ярусами. Перший ярус — глухий моноліт із сирцю. У другий ярус можна потрапити через отвір стрілчастої форми. Внутрішній план — коло, стіни вкриті саманною штукатуркою. Дверний проріз спрямований на північний схід. Верх купола було зруйновано. Бегім-Ана побудована із сирцевої цегли та облицьована квадратною паленою цеглою розміром 23×23×5 см. Загальна висота будівлі 10 м, діаметр в основі 16 м. За рахунок інтенсивного звуження до верху мавзолей сприймається високим, стійким та величним.
На думку Малбагара Мендікулова, «велика висота споруди та наявність під куполом спеціального майданчика безперечно вказує на сторожове його призначення, але, мабуть, неправильно те, що перетворення її в мавзолей відбулося значно пізніше».